# ベンハミン・ビデラ
ベンハミン・ビデラ（Benjamín Videla、2001年4月24日 - ）は、スーペル・ラグビー・アメリカス、セルクナムに所属するラグビーユニオン選手。

## プロフィール
- チリ、サンティアゴ、ラス・コンデス出身[1]。
- ポジションはスクラムハーフ(SH)。
- 身長 170cm、体重 78kg
- 7人制チリ代表に選ばれたことがある[2]。
- チリ代表キャップは7（2024年12月現在）でラグビーワールドカップ2023のチリ代表に選ばれた[3]。

## 略歴
2021年、セルクナムに加入。